# دابسونویل
دابسونویل (به لاتین: Dobsonville) یک منطقهٔ مسکونی در آفریقای جنوبی است که در خائوتنگ واقع شده‌است. دابسونویل ۲٫۷۳ کیلومتر مربع مساحت و ۴۰٬۳۲۸ نفر جمعیت دارد.